# 浮来山站
浮來山站（韓語：부래산역）是朝鮮民主主義人民共和國咸鏡南道高原郡浮來山勞動者區的一個鐵路車站，属于平罗线。

## 邻近车站
平罗线
傍花站 - 浮來山站 - 高原站